# 手形休下町
手形休下町（てがたきゅうかまち）は秋田県秋田市にある町。郵便番号は010-0863。住居表示実施済み。

## 地理
秋田市の東部、手形地域の中では西部に位置する。西端はJR奥羽本線、南端は手形蛇野赤沼街道（秋田県道28号秋田岩見船岡線の旧道）である。
西は奥羽本線を挟んで千秋北の丸・千秋中島町、北は手形からみでん・手形田中、東は手形住吉町、南は手形新栄町に接する。

## 歴史

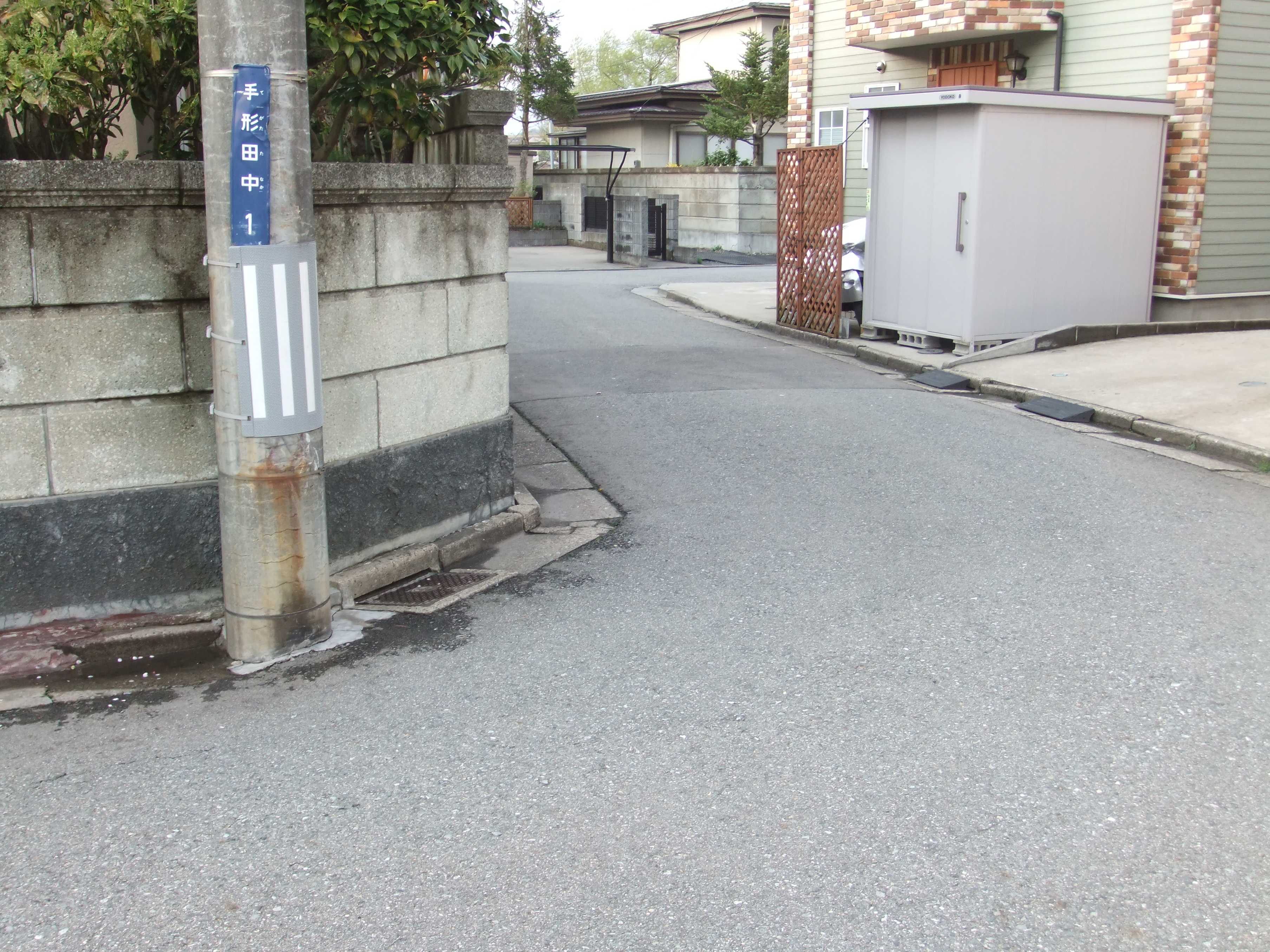
添川口跡

久保田城下で小禄家臣の侍町だった旧手形休下町・手形本新町の各一部に相当するが、この地区は1896年（明治29年）の秋田歩兵第十七聯隊設置に伴い陸軍練兵場となって1945年（昭和20年）まで区画が消滅していたため、町内の道路などは北東部にある馬出（添川口）の一部を除き旧城下町の痕跡を残していない。
1966年（昭和41年）の住居表示実施時、手形侍町の中では唯一旧町名が継承されたが、区画は変更されている。

### （旧）手形休下町
（旧）手形休下町は、久保田城の城下町の一角を構成する侍町で、北ノ丸に対し外堀を挟んだ東側に位置する。久保田手形休下町・秋田手形休下町とも呼ばれた。「梅津政景日記」寛永8年3月8日（1631年4月9日）の条に町割の記録がある。西側南端に佐竹氏の祈祷所である宝鏡院があり、周囲より高台であるため宝鏡院山と呼ばれた。東側南端に宝鏡院末寺遍照寺があり、続いて宝鏡院の御祈念衆（藩抱えの祈祷師）である威徳寺・泉光院・成福院・松門院・常堅院・梅真院の六供奉寺が並んでいた。そのため「手形斎家町」（てがたさいかまち）とも「手形六供町」「手形六句町」（てがたろっくまち）とも呼ばれた。
北端で旭川に面し、川岸に藩主の御休所があった。この御休所が休下町の名の由来である。御休所の脇には「御休橋」が架けられており、泉山（現在の天徳寺山）の御鷹野へ繋がる橋であるため「御鷹野橋」とも呼ばれた。

### 沿革
- 1631年8月7日（寛永8年7月10日） - （旧）手形休下町が町割される[5]。
- 1664年（寛文4年） - 黒沢重巽によって私塾の四如堂が設立される[5]。
- 1896年（明治29年） - 秋田歩兵第十七聯隊設置に伴い、手形休下町・手形本新町・手形西新町・手形東新町が陸軍練兵場として使用され、区画消滅[4]。
- 1945年（昭和20年） - 練兵場廃止。町名復活し、宅地化（一部は一時農地化）が始まる。
- ????年 - 手形休下町と手形本新町に跨って、秋田市立手形中学校が開校する。
- 1953年（昭和28年）4月1日 - 手形中学校と長野町（現在の中通二丁目）の久保田中学校が統合され、手形中学校地に秋田市立秋田東中学校が開校する。
- 1966年（昭和41年）4月1日 - 住居表示実施に伴い、（新）手形休下町が成立する。

### 町名の変遷
以下はすべて住居表示実施に伴う変更。
| 実施前           | 実施年月日     | 実施後（各町ともその一部）          |
| ---------------- | -------------- | ----------------------------------- |
| （旧）手形休下町 | 昭和41年4月1日 | 千秋北の丸 せんしゅうきたのまる     |
| （旧）手形休下町 | 昭和41年4月1日 | 千秋中島町 せんしゅうなかじままち   |
| （旧）手形休下町 | 昭和41年4月1日 | 手形からみでん てがたからみでん     |
| （旧）手形休下町 | 昭和41年4月1日 | （新）手形休下町 てがたきゅうかまち |
| （旧）手形休下町 | 昭和41年4月1日 | 手形田中 てがたたなか               |

| 実施後           | 実施年月日     | 実施前（各町ともその一部）          |
| ---------------- | -------------- | ----------------------------------- |
| （新）手形休下町 | 昭和41年4月1日 | 新中島土手町 しんなかじまどてちょう |
| （新）手形休下町 | 昭和41年4月1日 | （旧）手形休下町 てがたきゅうかまち |
| （新）手形休下町 | 昭和41年4月1日 | 手形本新町 てがたもとしんまち       |

## 世帯数と人口
2016年（平成28年）10月1日現在の世帯数と人口は以下の通りである。
| 町丁       | 世帯数  | 人口  |
| ---------- | ------- | ----- |
| 手形休下町 | 194世帯 | 385人 |

## 交通

### 鉄道
町内に鉄道は通っていない。最寄り駅は中通七丁目にあるJR東日本奥羽本線・羽越本線・秋田新幹線の秋田駅。

### バス
- 秋田中央交通
  - 仁別リゾート公園線、秋田温泉線
    - - 手形休下町 - 東中前 -

  - 楢山大回り線
    - - 東中前 - 明徳コミュニティセンター前 -

### 道路
- 手形蛇野赤沼街道

## 施設
- 秋田市立秋田東中学校
- 秋田保育所ひまわり保育園
- グリーンローズてがた保育園
- タカヤナギグランマート手形店